# Olivier Blanchard
Olivier Jean Blanchard (Amiens, Franciaország, 1948. december 27. –) a Nemzetközi Valutaalap jelenlegi vezető közgazdásza 2008. szeptember 1. óta. Emellett a Közgazdaságtan Professzora a Massachusettsi Műszaki Egyetemen (MIT), habár távozófélben van.
Ph.D. minősítését Közgazdaságtan szakterületen szerezte 1977-ben a MIT-n. A Harvard Egyetemen tanított 1977 és 1983 között, majd professzorként visszatért a MIT-re. 1998 és 2003 között az egyetem Közgazdaságtani Tanszékének elnökeként tevékenykedett. A Fed bostoni és New York-i fiókjának tanácsadója (1995, illetve 2004 óta).
Nemcsak a makroökonómia területén publikált számos tanulmányt, hanem tankönyveket is írt (egyaránt aktív és végzett) hallgatók számára (ideértve a rendkívül népszerű azonos nevű Makroökönómiá-t is). A yorki egyetem csak egy a sok felsőoktatási intézmény közül, ahol manapság is ez a könyv szolgál az emelt szintű makroökonómiai tananyag alapjául.
Blanchard házas, felesége Noelle, három lányuk Serena, Marie és Giulia.

## Magyarul megjelent művei
- A posztkommunista átmenet közgazdaságtana; ford. Elek Péter; Nemzeti Tankönyvkiadó, Bp., 2006 (Közgazdasági kiskönyvtár)
- Végtelen várakozások. Szemelvények a modern makroökonómia területéről; szerk. Diallo Alfa, Dézsi Bettina, Spéder Balázs, előszó Kornai János; Alinea Rajk László Szakkollégium, Bp., 2014
- Fejlődés vagy forradalom? A makrogazdasági politika újragondolása a nagy recessziót követően; szerk. Olivier Blanchard, Lawrence H. Summers, ford. Balogh András, Pavelka Alexandra; Pallas Athéné, Bp., 2019

## Fordítás
- Ez a szócikk részben vagy egészben  az   Olivier Blanchard című angol Wikipédia-szócikk fordításán alapul.  Az eredeti cikk szerkesztőit annak laptörténete sorolja fel. Ez a jelzés csupán a megfogalmazás eredetét és a szerzői jogokat jelzi, nem szolgál a cikkben szereplő információk forrásmegjelöléseként.